# Volapük
| Volapük-Symbole | Volapük-Symbole | Volapük-Symbole |
| --------------- | --------------- | --------------- |
| Logo            | Flagge          |                 |
|                 |                 |                 |

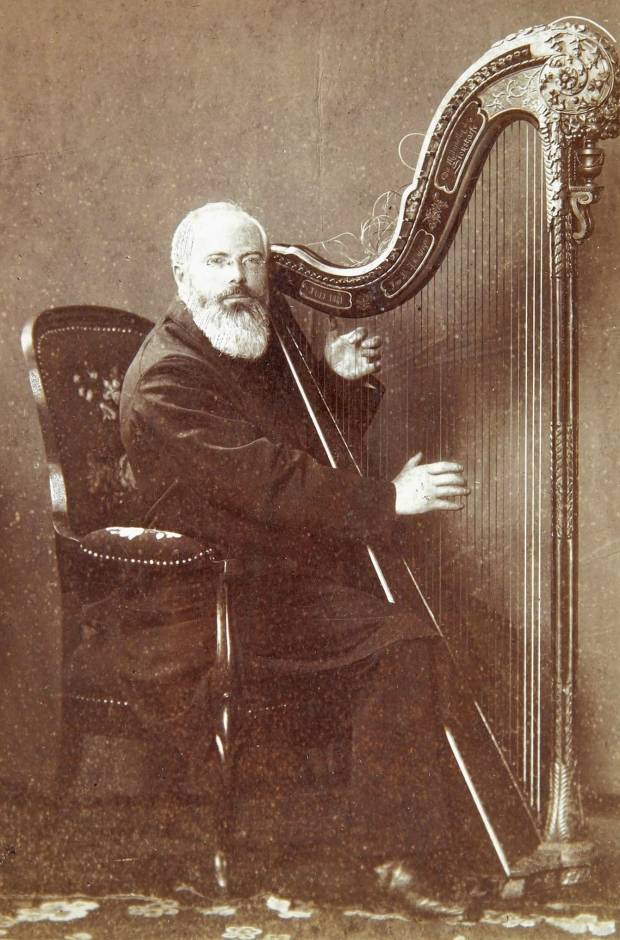
Johann Martin Schleyer (1888)

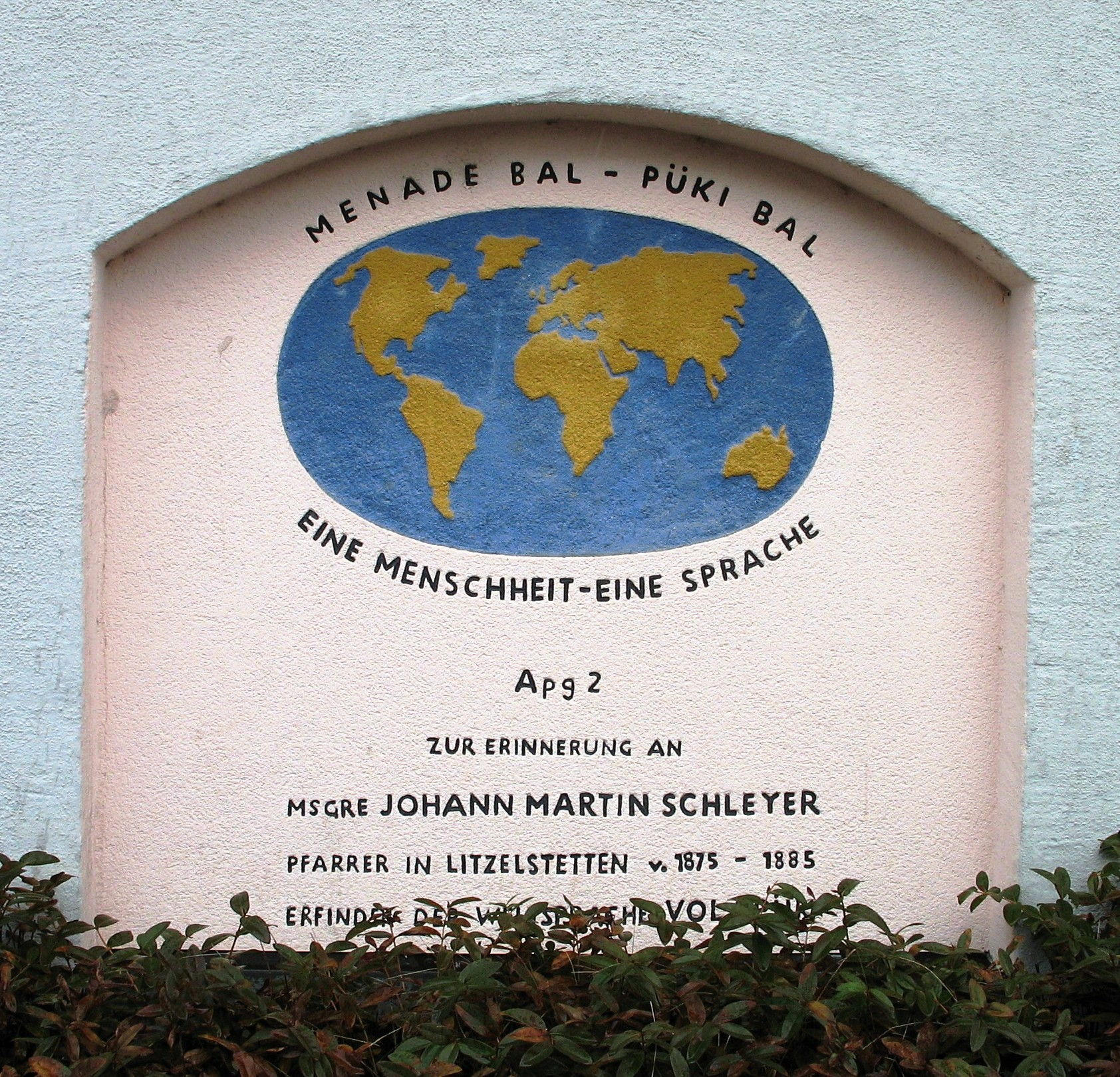
Gedenkinschrift in Litzelstetten

Volapük (Volapük für „Weltsprache“) ist eine gemischte Aposteriori-Plansprache, die 1879/80 von dem Pfarrer Johann Martin Schleyer geschaffen und vorgestellt wurde.

## Geschichte

### Vorläufer
Nach Solresol 1817 bzw. 1856 war Volapük die zweite Plansprache überhaupt, die nennenswerte Verbreitung fand. Wie Solresol bildet sie in ihren Aspekten einen Forschungsgegenstand der Interlinguistik.

### Entstehung
Schleyers Idee zum Volapük wird einmal durch einen Traum, ein anderes Mal durch eine fehlerhafte englischsprachige Anschrift erklärt, durch die ein Brief nicht angekommen war. Zunächst versuchte Schleyer, aus sechs europäischen Sprachen – Deutsch, Englisch, Französisch, Italienisch, Spanisch und Russisch – eine gemischte Sprache zu konstruieren. Dieser wollte er den Namen „Völkerdolmetsch“ geben. Weil aber eine gemeinsame Verständigung unter den verschiedenen Völkern eine gemeinsame Schreibung voraussetzt, versuchte es Schleyer zunächst mit der Aufstellung eines „Weltalphabets“ (18. Januar 1878).

### Erfolge

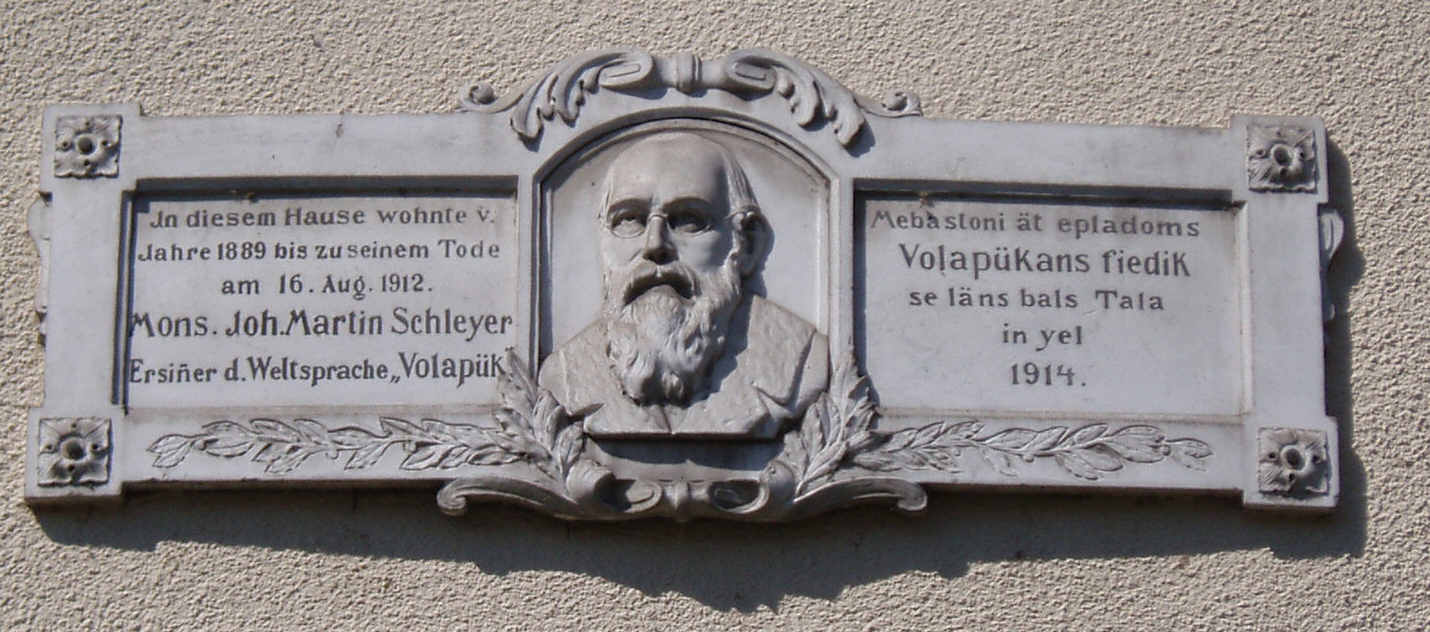
Gedenktafel am ehemaligen Wohnhaus Schleyers in Konstanz, Schottenstraße 37 im Stadtteil Paradies

Die ersten Versuche, Volapük der Öffentlichkeit zu präsentieren, finden sich in der von Schleyer herausgegebenen Sionsharfe: Monatsblätter für katholische Poesie. Zuerst (März 1879) gab Schleyer darin Proben seines Weltalphabets. Im Mai desselben Jahres erschien als Beilage der Entwurf einer Weltsprache und Weltgrammatik für die Gebildeten aller Völker der Erde. Dieser Entwurf brachte die Grundsätze und die ersten Wörter. Der erste Probesatz lautete:
Ko God beginobsöd dinis valik! ‚Lasst uns alle Dinge mit Gott beginnen!‘ – Wörtlich: Mit Gott lasst-uns-beginnen Dinge alle.
Anfangs war die Sprache recht erfolgreich. Es bildeten sich Volapük-Gesellschaften in Europa, die sich nach Nord- und Südamerika und sogar einigen Teilen von Asien ausbreiteten. Bereits nach wenigen Jahren hatte Volapük angeblich über 100.000 Anhänger – ob diese jedoch die Sprache wirklich beherrschten, ist ungewiss. Es gab laut Rupert Kniele aber Ende 1888 immerhin 885 diplomierte Volapük-Lehrer.
Der Stenograf Karl Lenze aus Eisleben wurde Schleyers erster Schüler und erhielt das erste Diplom als Weltsprachelehrer.

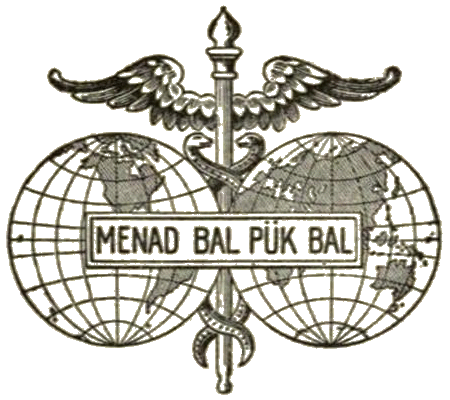
Menad(e) bal – Pük(i) bal!

Anzeige für das Erlernen von Volapük von 1889

1880 erschien die erste Grammatik mit Wörterbuch. Die neue Sprache erhielt jetzt den Namen Volapük, gebildet aus den englischen Wörtern world und speak. Volapük bedeutet also „Sprache der Welt“ oder „Weltsprache“. In der Februarnummer der Sionsharfe, die anfangs als Organ für Volapük diente, erschien als erster Vers die Devise „Einer Menschheit – eine Sprache“:

„Menade bal
Püki bal!“

Ein Jahr nach der Erfindung des Volapük erschien in Sigmaringen die Grammatik unter dem Titel Volapük, die Weltsprache. Entwurf einer Universalsprache für alle Gebildete der ganzen Erde. Verfasser: J. M. Schleyer, Redakteur der „Sionsharfe“. Diese Grammatik enthielt auch ein Wörterbuch mit 2780 Wörtern. Einflussreiche Zeitungen veröffentlichten empfehlende Artikel. Das Luxemburger Wort verglich die Bedeutung der sogenannten „Weltsprache“ für die ganze Menschheit mit der Bedeutung der Weltpost und schließt mit der folgenden Ermahnung:

„Möge die gesamte civilisirte Menschenwelt es als eine ihrer wichtigsten, vernünftigsten und großartigsten Aufgaben, ja als eine ihrer schönsten Ehrensachen betrachten, Schleyers Weltsprache ungesäumt sich anzueignen, sie allgemein zu verbreiten und einzuführen!“

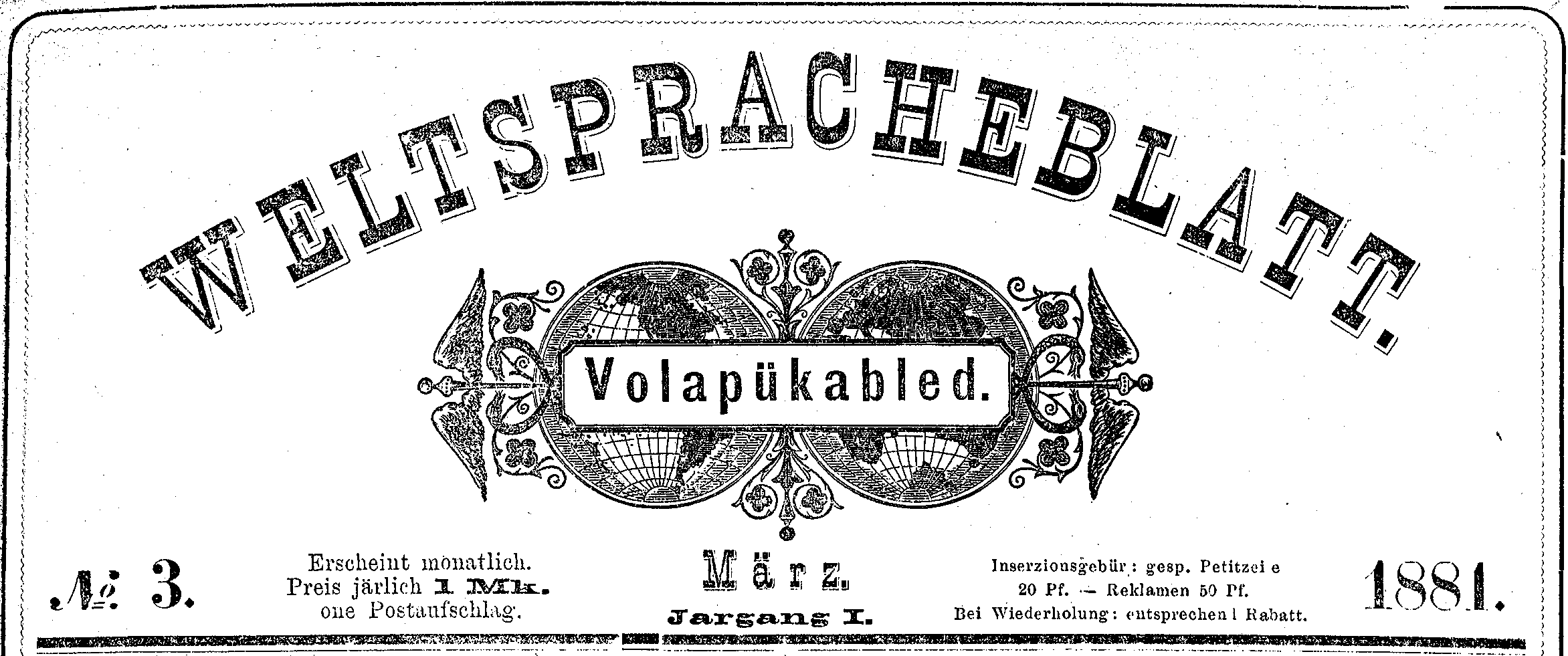
Volapükabled („Weltspracheblatt“)

Schleyer entschloss sich bald zur Herausgabe eines eigenen Weltspracheblattes. Ab dem 1. Januar 1881 erschien das Weltspracheblatt Volapükabled. Die erste Nummer enthielt Grammatisches, einen Brief, eine Anzahl von Firmen, Gewerben, Anstalten, die empfohlen wurden, dann vergleichende Sätze in 20 verschiedenen Sprachen mit Text in Volapük daneben.
Otto Büchler aus Öhringen hielt in einer humanistischen Lehrerversammlung in Heilbronn einen Vortrag, der als der erste Vortrag über Volapük gilt, und schloss mit dem Ausdruck der Freude darüber, dass es ein Deutscher sei, der den Anstoß zu einer Weltsprache gegeben habe.

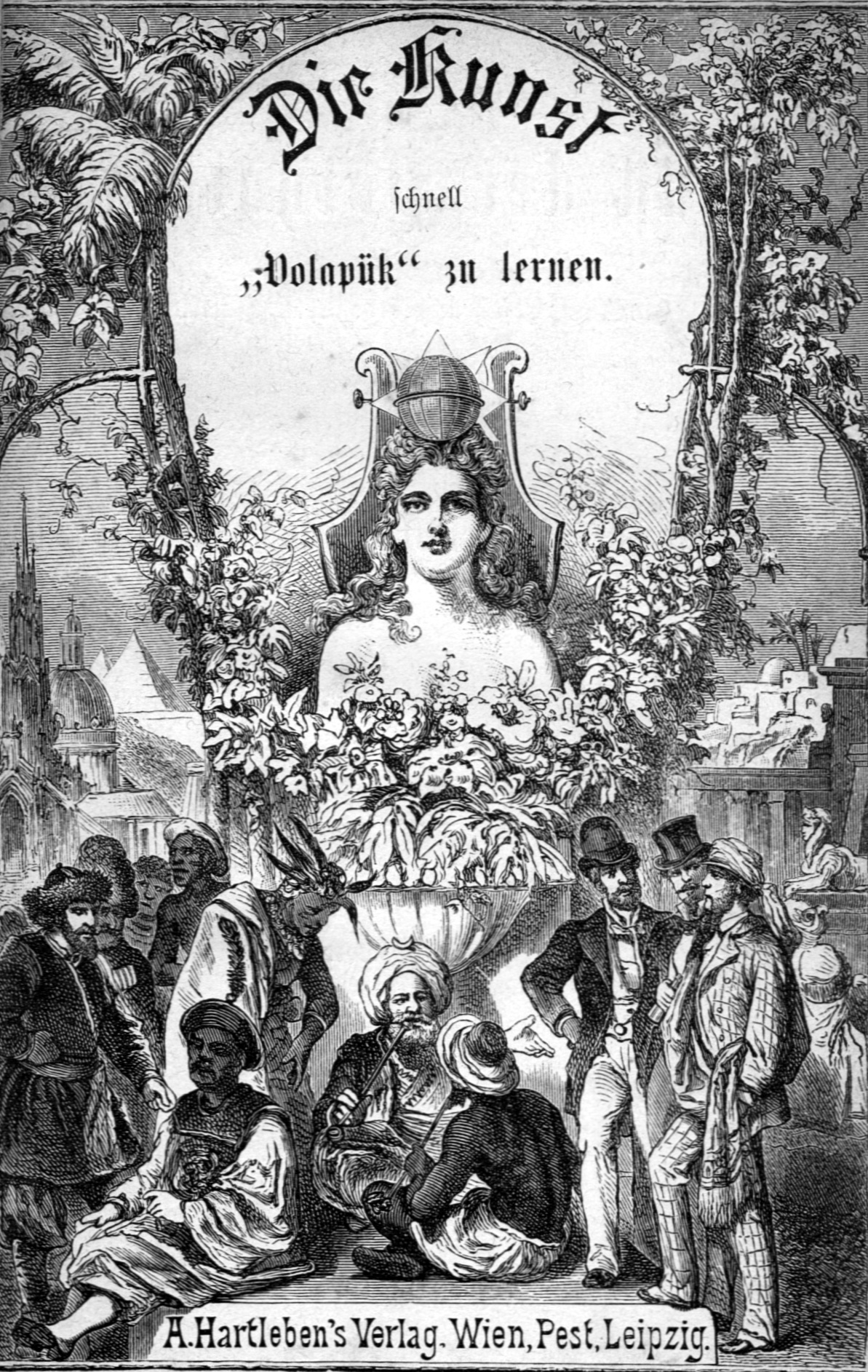
„Die Kunst schnell Volapük zu lernen“

1882 fing Kamerer J. Hyberg im schwedischen Ankarsrum an, Volapük zu lernen, und gründete einen Verein unter dem Namen Första svenska verldsspråkkluben „Volapükaflens svedik“ mit neun Mitgliedern, der aber keine weiteren Fortschritte machte, obwohl er sich viel Mühe gab, Volapük in Schweden einzuführen.
Der erste Weltspracheverein wurde im selben Jahr von Rupert Kniele im Dorf Alberweiler bei Biberach gegründet. Das Jahr 1884 kann als das Jahr der Versammlungen betrachtet werden. Schleyer war um diese Zeit sehr krank und suchte ein Volapükwort für „Neid“, das es damals noch nicht gab. Er sagte zu Rupert Kniele, der ihn besuchte:

„Ach davon mag ich gar nichts wissen, wollte Gott, wir brauchten gar kein solches Wort; ich bilde dasselbe nicht, machen Sie es.“

Kniele schuf daraufhin das Wort „glöt“.
Vom 25. bis zum 28. August 1884 fand die erste Generalversammlung im Kursaal der Bodenseestadt Friedrichshafen statt. Das Wort „Volapük“ wurde von dieser Versammlung zum Neutrum erklärt, während man bisher „die Volapük“ gesagt hatte. Im März 1885 wandte sich Schleyer gegen die sogenannten „Verbesserer“, die er als Quelle für alle Differenzen ansah.
Anfang 1887 schrieb der Düsseldorfer Anzeiger:

„Wenn Schleyer selbst jetzt der Volapükbewegung Einhalt gebieten wollte, so würde es erfolglos sein. Denn Hunderttausende haben den Gedanken in sich aufgenommen und treten für ihn ein, wie für ihre eigene Sache.“

Wissenschaftliche Autoritäten wie der Linguist Friedrich Max Müller und der Geograf Alfred Kirchhoff sprachen sich nun für Volapük aus. Das französische Blatt Le Temps schrieb am 16. Januar 1887:

« Si jamais une langue universelle a quelque chance de s’imposer au monde commercial, c’est assurément celle-là (volapük). »

„Wenn jemals eine universelle Sprache eine Chance hatte, sich in der Wirtschaftswelt durchzusetzen, dann ist es diese (volapük).“

Die Kölnische Volkszeitung schrieb am 11. Februar 1887 gar:

„Wir erfahren, daß an leitenden Stellen in Deutschland der weltsprachlichen Bewegung mit Ernst und Teilnahme gefolgt wird.“

Im Mai 1887 hielt die „Association française“ internationale Prüfungen ab, an denen sich über 300 Personen aus allen Erdteilen beteiligten. Das erste Diplom als „plofed“ (Professor der Weltsprache) erhielt der Direktor der Handelsschule in Bukarest. Vom 6. bis zum 9. August fand der 2. Kongress aller Weltsprachefreunde in München statt.
Anfang 1888 sah sich Schleyer veranlasst, seine Rechte als Erfinder zu bekräftigen. Schleyer führte den Namen „cifal“, als der er auch von der 2. Generalversammlung in München anerkannt wurde. Sein Wohnsitz galt als Zentralpunkt für alle Volapükisten der Erde. Die einheitliche Leitung geschah durch Schleyers monatlich erscheinendes Organ, das Volapükabled zenodik („Zentralblatt der Weltsprache“). Der Wohnsitz des Erfinders in Konstanz galt als Zentralbureau der Schleyer’schen Weltsprache.
Dem cifal standen die Senatoren (senätans) zur Seite. Diese Senatoren wählte sich Schleyer nach seinem Ermessen aus. Insgesamt wollte er 100 Senatoren auswählen.
Im selben Jahr 1888 wurde Volapük auch in China und Japan eingeführt.
Am Ende des ersten Jahrzehnts (1888) gab es 885 Weltsprachelehrer, 190 Oberlehrer (löpitidel), 50 Professoren (plofed). Weltweit wurde die Zahl der Volapük-Anhänger auf 1 bis 2 Millionen geschätzt. Kurse wurden an 272 Orten erteilt und es gab 253 Vereine, die sich für Volapük engagierten (laut Kniele, S. 69).
Der britische Philologe Alexander Ellis erwähnt in seinen Schriften ein Chicagoer Mädchen namens Corinne Cohn, das mit Volapük aufwuchs. Es war die Tochter des Volapük-Aktivisten Henry Cohn und 1888 sechs Jahre alt. Es gibt aber keine weiteren Berichte von ihm.

### Niedergang
Mit der Zeit erwies sich Volapük als zu schwer erlernbar, um sich dauerhaft durchsetzen zu können. Der Wortschatz wurde zwar verschiedenen europäischen Sprachen entnommen, allerdings wurden die einzelnen Wörter zum Teil so stark verändert, dass sie kaum noch zu erkennen waren.
Eine weitere Bürde für die Entstehung eines lebendigen Volapük war, dass Schleyer versuchte, die Kontrolle über seine Sprache zu behalten und die Volapük-Akademie autokratisch zu beherrschen. So behielt er sich beispielsweise als Datuval (= „Großer Erfinder“) die Einführung neuer Vokabeln sowie ein absolutes Vetorecht vor.
Nachdem die 1889 auf dem 3. Volapük-Kongress in Paris gegründete Volapük-Akademie einige Reformen gefordert hatte, die Schleyer ablehnte, begann der rasche Niedergang des Volapük. Reformversuche wie das Idiom Neutral fanden keinen Zulauf.
Bereits ab Mitte der 1880er Jahre verließen immer mehr Volapük-Anhänger die Weltsprachbewegung. 1888 trat der Nürnberger Volapük-Verein zum Esperanto über. Volapük verlor schnell an Bedeutung.

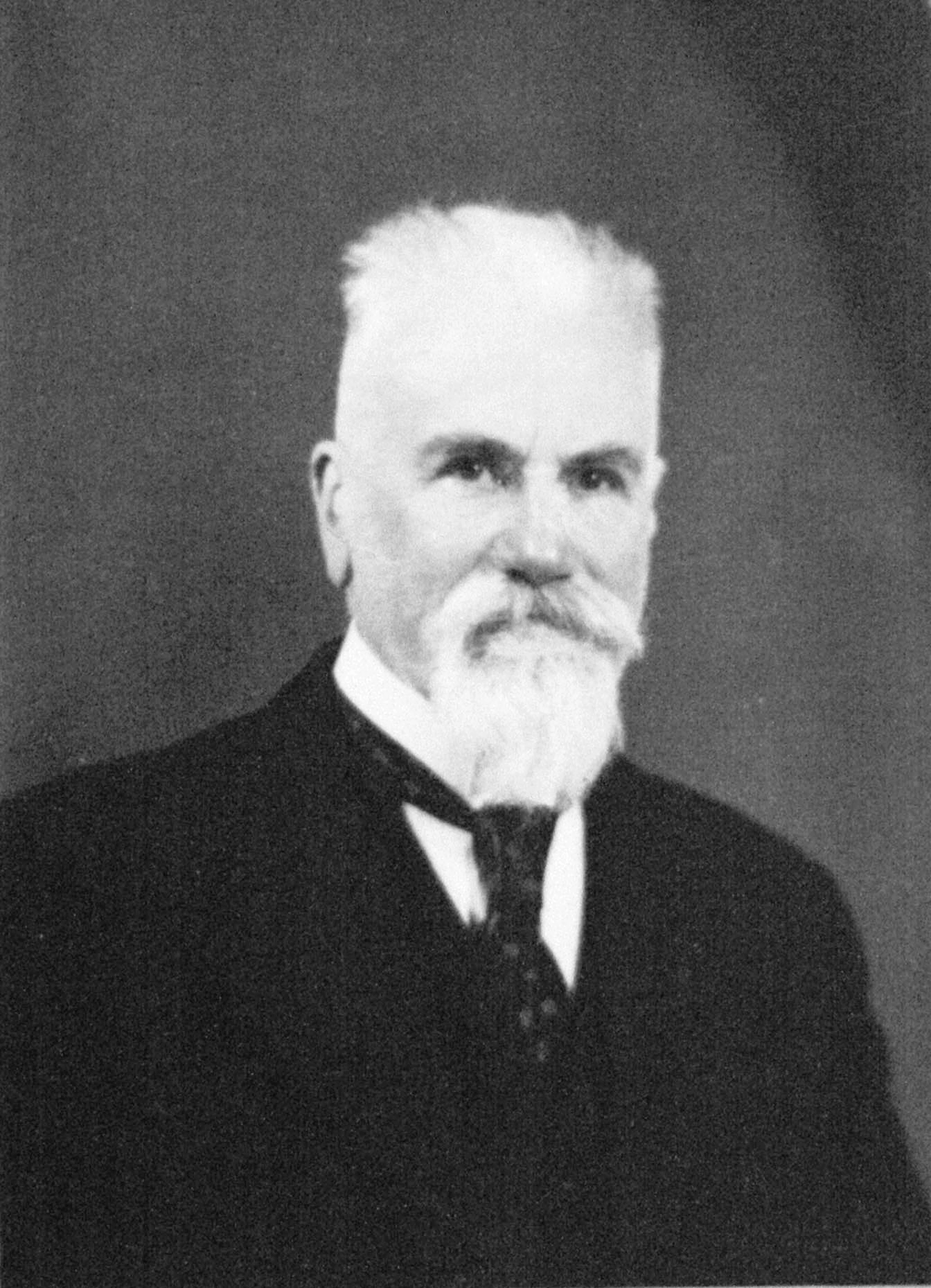
Arie de Jong

In der Zeit nach dem Ersten Weltkrieg begann der Niederländer Arie de Jong mit einer kompletten Durchsicht von Wortschatz und Grammatik. 1929 traf er sich mit Mitgliedern der noch immer bestehenden Volapük-Akademie und dem Volapük-Präsidenten, dem sogenannten Cifal. Nachdem diese revidierte Fassung akzeptiert wurde, veröffentlichte er zu Beginn der 1930er Jahre eine neue Leitgrammatik sowie ein modellhaftes Wörterbuch Volapük–Deutsch und Deutsch–Volapük.

### Bedeutung
Zurzeit gibt es nur noch wenige Menschen, die Volapük beherrschen. Die Bedeutung des Volapük liegt darin, dass zum ersten Mal eine neue Sprache nicht ein bloßes Projekt blieb, sondern von einer Sprachgemeinschaft angewandt wurde.
Volapük hat die ISO-639-Kürzel vo und vol.

### Chronologie

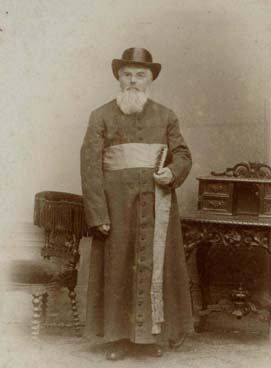
Johann Martin Schleyer, undatiert

- 1879 Johann Martin Schleyers Konzept einer Welthilfssprache
- 1880 Veröffentlichung des ersten Volapük-Lehrbuchs in Sigmaringen
- 1884 Erster Weltkongress in Friedrichshafen
- 1887 Zweiter Weltkongress in München – Gründung der Volapük-Akademie
- 1888 Geschlossener Übertritt der Nürnberger Volapük-Gruppe zum Esperanto
- 1889 Dritter Weltkongress in Paris
- 1889 Präsident der Volapük-Akademie Auguste Kerckhoffs, Streit mit Schleyer
- 1902 Veröffentlichung des völlig anderen Sprachprojektes Idiom Neutral durch die ehemalige Volapük-Akademie unter Waldemar Rosenberger
- 1931 Veröffentlichung des revidierten Volapük durch Arie de Jong nach Billigung durch Akademie und Cifal

### Cifals
„Cifal“ (Chef) war der Titel, den sich Schleyer als Oberhaupt der Volapük-Bewegung geben ließ. Der Titel „Cifal“ wurde in ununterbrochener Reihenfolge von Schleyer bis in die Gegenwart fortgeführt. Seine Nachfolger bis heute waren oder sind:
1. Johann Martin Schleyer 1879–1912
2. Albert Sleumer 1912–1948
3. Arie de Jong (kommissarisch) 1947–1948,[3] 1951–1957[4]
4. Jakob Sprenger 1948–1950
5. Johann Schmidt 1950–1977
6. Johann Krüger 1977–1983
7. Brian Reynold Bishop 1984–2014
8. Hermann Philipps 2014 bis heute[5]

Auf Grund der geringen Sprecherzahl hatte Brian Bishop zuerst Schwierigkeiten, einen Nachfolger zu finden. 2012 wurde der Deutsche Hermann Philipps aus Bonn als Vize-Cifal („Vicifal“) bestimmt.

## Rezeption
Der Schwede Paul Nylén beschrieb seinen Eindruck vom Volapük, nachdem er sich einem anderen Plansprachenprojekt angeschlossen hatte, rückblickend wie folgt:

„Es war im Jahr 1891, glaube ich. Ich war Gymnasiast in Norrköping. Volapük befand sich in seiner Blütezeit; auch ich lernte es, korrespondierte darin mit einigen Fremden, und versuchte mich bis zur Begeisterung für die Grobheiten zu erwärmen, die der Abt Schleyer vorgestellt hatte – eine Begeisterung, deren natürliches Ziel die Idee einer internationalen Hilfssprache selbst war, doch deren konkretes Objekt nicht geeignet war, um diese Begeisterung langfristig zu nähren“

Adalbert Baumann, der Urheber von Weltdeutsch, übt in seinem Buch Wede: Die Sprache der Zentralmächte und ihrer Freunde (1915) scharfe Kritik an den bestehenden Sprachprojekten, auch an Volapük:

„Sein [Schleyers] auf 20.000 Wörter gebrachtes Wörterbuch lässt jedes Gefühl für Wortklang vermissen und bietet infolge der Fremdartigkeit der Wörter der Aneignung des erforderlichen Wortschatzes größte Schwierigkeiten, die noch eine Steigerung erfahren durch die auf die Spitze getriebene Vorliebe für einsilbige Wörter, die sich nur durch einen Buchstaben unterscheiden und zu Tausenden auftreten wie ‚bim, bin, bol, bil, bod, böd, bud‘ usw. All diesen Wörtern fehlt es an einem charakteristischen Merkmal, genauso wie bei der Bildung der Zeitformen. Und je größer deren Zahl, desto leichter ist ihre Verwechslung. […] Dazu ist Volapük mit höchst überflüssigen Zeitformen (Konjunktiv, Aorist) ausgestattet. Die Umgestaltung der benutzten Wortwurzeln geht zu weit. Ein weiterer bedeutsamer Mangel war die üppige Häufigkeit der Umlaute ä ö ü, die sich nur im Französischen lautlich finden, sonst sind sie in den romanischen Sprachen nirgends vorhanden. Es herrscht eben überall Laune und Willkür, es fehlt jede sprachgesetzliche und natürliche Grundlage und jede wissenschaftliche Begründung; Schleyer war ein ‚Sprachdichter‘, wie er treffend bezeichnet worden ist.“

## Volapük-Alphabet
Das Volapük-Alphabet besteht aus 27 Buchstaben:
| Buchstabe | IPA            |
| --------- | -------------- |
| a         | [⁠a⁠]            |
| ä         | [⁠ɛ⁠] oder [⁠æ⁠]   |
| b         | [⁠b⁠]            |
| c         | [⁠tʃ⁠] oder [⁠dʒ⁠] |
| d         | [⁠d⁠]            |
| e         | [⁠e⁠]            |
| f         | [⁠f⁠]            |

| Buchstabe | IPA          |
| --------- | ------------ |
| g         | [⁠g⁠]          |
| h         | [⁠h⁠]          |
| i         | [⁠i⁠]          |
| j         | [⁠ʃ⁠] oder [⁠ʒ⁠] |
| k         | [⁠k⁠]          |
| l         | [⁠l⁠]          |
| m         | [⁠m⁠]          |

| Buchstabe | IPA          |
| --------- | ------------ |
| n         | [⁠n⁠]          |
| o         | [⁠o⁠]          |
| ö         | [⁠ø⁠]          |
| p         | [⁠p⁠]          |
| r         | [⁠r⁠]          |
| s         | [⁠s⁠] oder [⁠z⁠] |
| t         | [⁠t⁠]          |

| Buchstabe | IPA            |
| --------- | -------------- |
| u         | [⁠u⁠]            |
| ü         | [⁠y⁠]            |
| v         | [⁠v⁠]            |
| x         | [ks] oder [gz] |
| y         | [⁠j⁠]            |
| z         | [⁠ts⁠] oder [⁠dz⁠] |

Schleyers Entwurf für die Umlaute

Durch den Ausschluss von „q“ und „w“ enthält das Volapük-Alphabet nur 24 der 26 Nicht-Umlaute des deutschsprachigen Alphabet plus die drei Umlaute, in Summe also 27.
Die meisten Buchstaben werden wie im Deutschen ausgesprochen. Abweichungen gibt es nur bei:
- c = stimmloses tsch [tʃ] (oder stimmhaftes dsch [dʒ]): cil [tʃil] = Kind (aus dem Englischen „child“ [tʃaɪld])
- j = stimmloses sch [ʃ] (oder stimmhaftes sch [ʒ]): jad [ʃad] = Schatten (aus dem Englischen „shadow“ [ˈʃædəʊ])
- v = w [v]: vin [vin] = Wein (aus dem Englischen „wine“ [waɪn]; [v] < [w])

- y = j [j]: yag [jag] = Jagd

Ursprünglich ging Schleyer von 26 Buchstaben aus („Unser Weltalfabet“). Eingerechnet sind dabei das ħ – entsprechend dem englischen th – sowie die Partikel ' als h-Anlaut wie im Griechischen, die beide später abgeschafft wurden. Noch nicht berücksichtigt in seiner Liste von 1880 sind die drei Umlaute ä, ö und ü. In dieser Phase sieht Schleyer diese noch als bloße Varianten der Stammvokale, die durch „einen starken 4ekigen Punkt inmitten derselben“ erzeugt werden. Er entwickelt dann sogar eine eigene Typografie, aber schon 1880 benutzt er auch das Trema zur Darstellung der Umlaute.

## Beispiele
Volapük ist eine agglutinierende Sprache, das heißt Wörter bekommen durch das Anhängen von Vorsilben und Nachsilben unterschiedliche Bedeutungen:
pük = Sprache
pükön = sprechen (-ön ist die Infinitiv-Endung)
pükel = Redner
nepük = Schweigen (ne- ist die verneinende Vorsilbe)
Beispielsätze
Odelo ovisitobs flenis obas. (Morgen besuchen wir unsere Freunde.)
Lif ela Schleyer äbinon vemo nitedik. (Schleyers Leben war sehr interessant.)
Givob ole bukis tel. (Ich gebe dir zwei Bücher.)

### Das „Vaterunser“ auf Volapük
- Siehe O Fat obas bei Wikisource.

### Volapük-Hymne

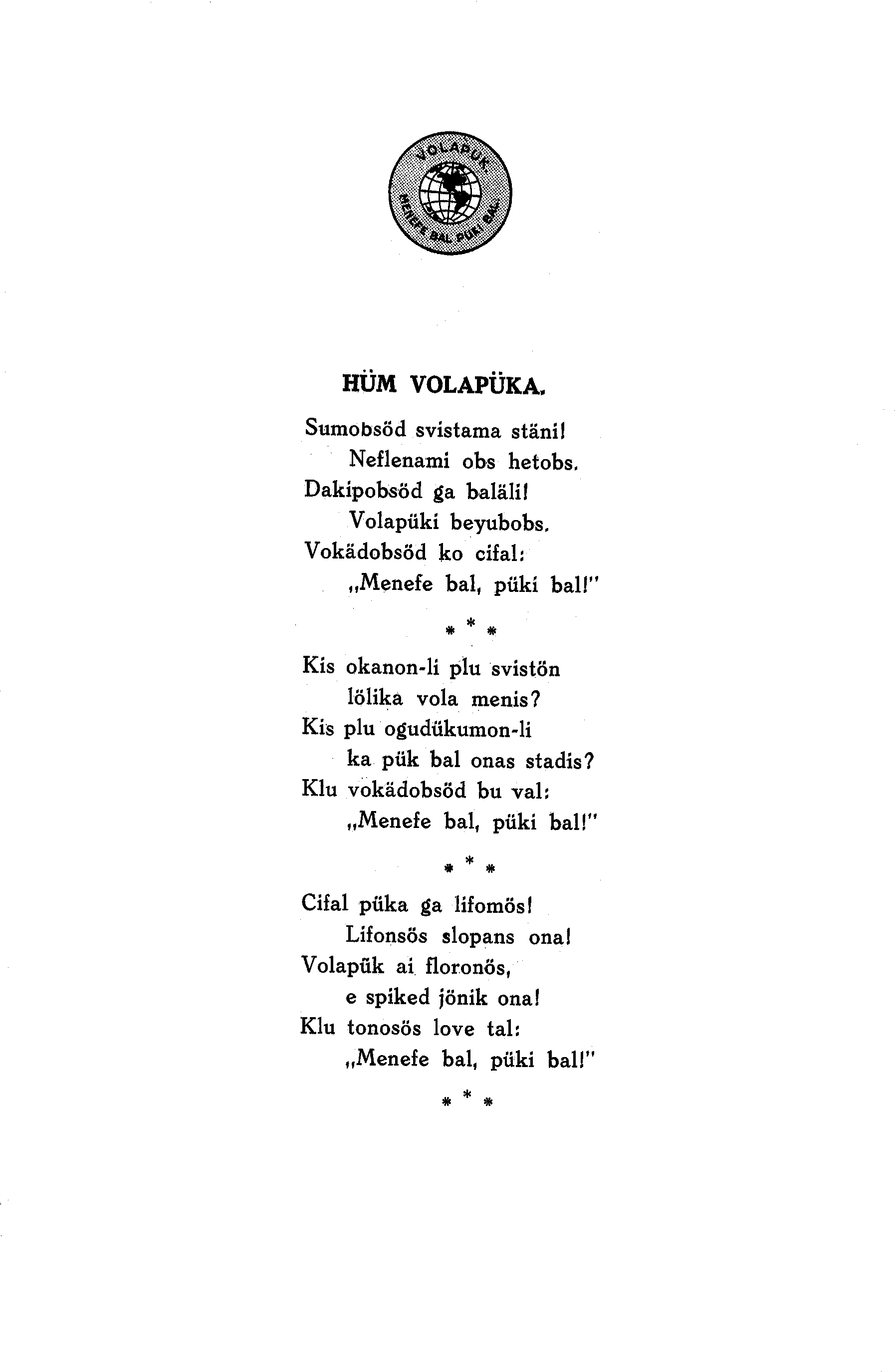
Volapükahüm

- Siehe Hüm Volapüka bei Wikisource.

### Anfang des Johannes-Evangeliums
1. Primo vöd ädabinon, e vöd äbinon in God, e vöd äbinon God.
2. Si! vöd äbinon primao in God;
3. val edavedon dub on, e nen on nos edavedon uta, kel edavedon.
4. In on lif äbinon, e lif äbinon lit menas.
5. Lit stralon ini dag, e dag no elasumon oni.

## Grammatik
Im Zwölften Band von Pierers Konversations-Lexikon aus dem Jahr 1883 wird unter dem Stichwort „Volapük“ eine kurze Einführung in die Grammatik dieser Plansprache gegeben:

„Volapük
v. dem Pfarrer Joh. Martin Schleyer in Konstanz erfunden. Nachdem die v. Leibniz unter anderem gemachten Versuche, eine Weltsprache (s. d.) zu begründen, erfolglos geblieben waren, versuchte Schleyer dasselbe Ziel durch die Benutzung des Englischen zu erreichen. Das heute gesprochene Englisch erklärte er möglichst vereinfachen zu wollen; demgemäß macht er aus world (die Welt) vol u. aus speech (die Sprache) pük, zusammengesetzt volapük, Weltsprache. Aehnlich vereinfachte er die Grammatik, in der Flexionslehre: nur eine Deklination, nur eine Konjugation sollte in der Weltsprache vorhanden sein. Der Genitiv soll durch das Suffix a (daher vol-a-pük), der Dativ durch das Suffix e, der Akkusativ durch -i gebildet werden; im Plural wird hierzu noch das Suffix -s gefügt. Demgemäß heißt Vater, engl. father, im V. fat, Gen. fata, Gen. Plur. der Väter fatas, den Vätern fates. Das Adjektivum väterlich, engl. fatherly, wird durch Anhängung der Silbe -ik gebildet: fatik. Die persönlichen Fürwörter lauten im Singular ob (ich), ol (du), om (er), also im Pural: obs, ols, oms. Die Konjugation des Verbums besteht in Anfügung dieser Pronomina, vorgesetztes ä bildet das Präteritum, o das Futurum, vorgesetztes p das Passiv, zum Beispiel pälöfol, du wurdest geliebt.“

### Kasus
| Deklination | Singular        | Plural             |
| ----------- | --------------- | ------------------ |
| Nominativ   | vol (die Welt)  | vols (die Welten)  |
| Genitiv     | vola (der Welt) | volas (der Welten) |
| Dativ       | vole (der Welt) | voles (den Welten) |
| Akkusativ   | voli (die Welt) | volis (die Welten) |

### Wortbildung
Bei zusammengesetzten Wörtern (Komposita) steht das Grundwort am Ende:
pokamon = Taschengeld
monapok = Geldtasche

#### Adjektive
Eigenschaftswörter (Adjektive) enden immer auf ik:
| Substantiv | IPA    | Bedeutung | Adjektiv | IPA       | Bedeutung | Herkunft                                               |
| ---------- | ------ | --------- | -------- | --------- | --------- | ------------------------------------------------------ |
| gret       | [gret] | Größe     | gretik   | [greˈtik] | groß      | Englisch „great“ [gɹeɪt]                               |
| smal       | [smal] | Kleinheit | smalik   | [smaˈlik] | klein     | Englisch „small“ [smɔːl]                               |
| pöf        | [pøf]  | Armut     | pöfik    | [pøˈfik]  | arm       | Französisch „pauvre“ [povʀ], „ö“ < „[o]“ und „f“ < „v“ |
| gud        | [gud]  | Güte      | gudik    | [guˈdik]  | gut       | Englisch „good“                                        |
| bad        | [bad]  | das Böse  | badik    | [baˈdik]  | böse      | Englisch „bad“ [bæd]                                   |

#### Substantive
Substantive beginnen und enden immer mit einem Konsonanten.
| Substantiv | IPA    | Bedeutung | Herkunft                                                                        |
| ---------- | ------ | --------- | ------------------------------------------------------------------------------- |
| cem        | [tʃem] | Zimmer    | Englisch „chamber“ [ˈtʃeɪmbə]                                                   |
| yad        | [jad]  | Hof       | Englisch „yard“ [jɑːd]                                                          |
| völ        | [vøl]  | Wand      | Englisch „wall“ [wɔːl], [v] < [w]                                               |
| böd        | [bød]  | Vogel     | Englisch „bird“ [bɜːd]                                                          |
| log        | [log]  | Auge      | Lateinisch „oculus“ („log“ = „l“ + „og“ („og“ o[g] < „oc“ o[k]) < oc-ulus)      |
| lil        | [lil]  | Ohr       | Englisch „ear“ [ɪə], „an ear is“ [ən ɪəɹ ɪz] – „lil“ = „l“ + „il“ („il“ < „ir“) |

Von den Substantiven Auge und Ohr sind die Verben logön [loˈgøn] (= sehen) und lilön [liˈløn] (= hören) abgeleitet.
Von männlichen Substantiven abgeleitete weibliche Substantive werden durch die Vorsilbe ji gekennzeichnet, zum Beispiel tidel = Lehrer, jitidel = Lehrerin. Das Geschlecht von männlichen Tieren wird mit der Vorsilbe om, das von weiblichen Tieren durch die Vorsilbe ji gekennzeichnet, zum Beispiel omdog = Rüde, jidog = Hündin.

#### Grundzahlen
Die Grundzahlen beginnen und enden auf einem Konsonanten mit einem Vokal. Endkonsonant ist stets ein „l“. Man beachte die Reihenfolge der Vokale (a, e, i, o, u, ä, ö, ü); nur bei „7“ ist wieder ein „e“ eingeschoben. Im schleyerschen Volapük wurden die Zehner mit dem Plural-s gebildet: 10 bals, 20 tels, 30 kils usw. 11 balsebal, 12 balsetel, 13 balsekil usw. Erst in der großen Volapükreform durch Arie de Jong wurde mit Einführung des Wortes „deg“ ein eigenes Wort für zehn und zur Bildung der Zehnerreihe eingeführt.
| Volapük  | Ziffer | Deutsch | Beispiel                       |
| -------- | ------ | ------- | ------------------------------ |
| bal      | 1      | eins    | degbal = 11                    |
| tel      | 2      | zwei    | teldegtel = 22                 |
| kil      | 3      | drei    | tumteldegkil = 123             |
| fol      | 4      | vier    | teldegfol = 24                 |
| lul      | 5      | fünf    | telmil kiltumfoldeglul = 2.345 |
| mäl      | 6      | sechs   | tummäl = 106                   |
| vel      | 7      | sieben  | veldeg = 70                    |
| jöl      | 8      | acht    | jölmil = 8.000                 |
| zül      | 9      | neun    | zülbalion = 9.000.000          |
| bals deg | 10     | zehn    | teldeg = 20                    |

Weitere Zahlen
tum = 100
mil = 1.000
degmil = 10.000
milion / balion = 1.000.000 (Million)
miliád / telion = 1.000.000.000 (Milliarde)
bilion = Bilion, kilion = Trillion, folion = Quadrillion
folbalion jöltumveldegmälmil kiltumteldegzül = 4.876.329
„Fünf große Bäume“ heißt in Volapük „bims gretik lul“.

#### Verbformen
Die Passivformen der Verben werden durch Voransetzen des Konsonanten „p“ und eines Vokals gebildet. Hier aufgezeigt anhand des Verbs „löf“ (= lieben, abgeleitet vom englischen Wort „love“):
| Grundform | Tempus          | Form    | Übersetzung                   |
| --------- | --------------- | ------- | ----------------------------- |
| pa        | Präsens         | palöfob | ich werde geliebt             |
| pä        | Imperfekt       | pälöfob | ich wurde geliebt             |
| pe        | Perfekt         | pelöfob | ich bin geliebt worden        |
| pi        | Plusquamperfekt | pilöfob | ich war geliebt worden        |
| po        | Futur I         | polöfob | ich werde geliebt werden      |
| pu        | Futur II        | pulöfob | ich werde geliebt worden sein |

## Kritik
Die bedeutungstragenden Unterschiede sind oft sehr gering, so dass viele Wörter nur schwer auseinanderzuhalten sind.
Laute

Die Umlaute ö ([⁠ø⁠]) und ü ([⁠y⁠]) sind für einen großen Teil der Menschen schwer auszusprechen. 
Das „gerollte“ Zungenspitzen-R ([⁠r⁠]) eliminierte der Projektautor Johann Martin Schleyer aus seiner Plansprache, um den Chinesen den Zugang zu Volapük zu erleichtern. Was von Volapük blieb, wurde in den 1920er Jahren von dem Niederländer Arie de Jong reformiert, der den Buchstaben R wieder einführte. Er begründete diesen Schritt damit, dass die Japaner mit dem L Schwierigkeiten hätten.
Wortschatz

Internationalismen fehlen oder sind so entstellt, dass sie nicht mehr wiederzuerkennen sind. Obwohl ein großer Teil des Wortschatzes dem Englischen entnommen ist, sind doch gerade für Muttersprachler des Englischen viele Wörter (zum Beispiel „pük“) auf Grund der darin enthaltenen Umlaute nur schwer auszusprechen.
Auch wird der Muttersprachler des Englischen nicht ohne Hinweis darauf kommen, dass zum Beispiel das Wort „flen“ für Freund vom englischen Wort „friend“ abgeleitet ist.

## Übertragene Begriffsverwendung
Im Dänischen wird das Wort volapyk heute synonym für (absichtlich) Unverständliches (Fachchinesisch, elitäres Kauderwelsch) benutzt – oder auch im Sinne von ‚Quatsch‘: Det er det rene volapyk (wörtl.: ‚Das ist das reinste Volapük‘) bedeutet so viel wie ‚Ich verstehe nur Bahnhof‘. Ähnlich hat es Erich Kästner in seinem sarkastischen Gedicht Sogenannte Klassefrauen verwendet.
Im Esperanto wird volapukaĵo („in Volapük Abgefasstes“) auch in der Bedeutung „Unverständliches“ verwendet.
In Kurt Tucholskys Satire Der Löw’ ist los (1929) wird Russisch als das Volapük der Tiere bezeichnet. Es wird nicht näher darauf eingegangen, was darunter genau zu verstehen ist.
In dem Werk Der „Linke Radikalismus“, die Kinderkrankheit im Kommunismus von Lenin mokiert sich der Autor über den „spintisierenden Eifer“ des „linken“ Kommunismus (ergo der KPD) in Deutschland. Unter anderem heißt es: „Das alles sind Binsenwahrheiten. Das alles ist einfach und klar. Wozu bedurfte es statt dessen eines Kauderwelsch, eines neuen Volapüks?“
Mit dem Namen Wolapjuk (russisch кодировка „волапюк“, kodirowka „wolapjuk“ = ‚Kodierung „Volapük“‘; englisch „Volapuk“ encoding) bezeichnet man heute im slawischen Sprachraum auch die (inoffizielle) Transkription kyrillischer Buchstaben über Computersysteme mit westlichem Lateinalphabet, basierend auf deren Option, etwa bei Chat oder Instant messaging, z. B. in folgender Form: СОВЕТСКИЙ СОЮЗ (kyrillisch) = COBETCKNÑ CO1O3 (lateinisch). 

In dieser Bedeutung spielt Volapük auch in William Gibsons „Quellcode“ eine Rolle.